# Chico Serra
Francisco „Chico” Serra (ur. 3 lutego 1957 w São Paulo) – brazylijski kierowca wyścigowy.

## Kariera

### Początki
Międzynarodową karierę Brazylijczyk rozpoczął w Brytyjskiej Formule Ford. Największym sukcesem Chico w tej serii było zwycięstwo podczas Festiwalu, odbywającego się na koniec sezonu, w roku 1977. Następnie przeniósł do Brytyjskiej Formuły 3. Po tytuł w niej sięgnął w sezonie 1979. W 1980 roku, po sukcesie w brytyjskiej F3, awansował do bezpośredniego zaplecza Formuły 1 – Formuły 2 – w której ścigał się dla stajni Project Four Racing. W ciągu dwunastu wyścigów trzykrotnie zakończył zmagania na premiowanej punktami pozycji, uzyskując za każdym razem czwarte miejsce. Zdobyte punkty pozwoliły mu zająć na koniec sezonu 10. lokatę.

### Formuła 1
W Formule 1 zadebiutował w sezonie 1981, w ekipie byłego mistrza świata, Emersona Fittipaldiego, u boku Fina Keke Rosberga. W wyniku słabej dyspozycji bolidu tylko pięć razy nie ukończył zmagań na kwalifikacjach. Dwukrotnie dojechał do mety, na najlepszym uzyskując siódme miejsce, podczas inauguracyjnej rundy o GP USA Wschodu.
Dobre występy na tle swojego partnera pozwoliły mu utrzymać posadę etatowego kierowcy na kolejny sezon. Drugi rok startów okazał się zdecydowanie lepszy dla Serry. W ciągu piętnastu zgłoszeń, tylko sześć razy nie zakwalifikował się do wyścigu. Ponadto podczas Grand Prix Belgii, dzięki sprzyjającym okolicznościom, zdobył swój jedyny punkt w karierze (został sklasyfikowany na szóstym miejscu). Chico Serra zapisał się również w sezonie bójką ze swoim rodakiem Raulem Boeselem, podczas Grand Prix Kanady, w wyniku wypadku spowodowanego przez drugiego z Brazylijczyków. Ostatecznie został sklasyfikowany na 16. pozycji w końcowej klasyfikacji.
Sezon 1983 był ostatnim w karierze Brazylijczyka, który po upadku swojego dawnego zespołu, podpisał kontrakt z brytyjską stajnią Arrows. Po zaledwie jednym wyścigu, o Grand Prix Brazylii, w którym Serra zajął dziewiąte miejsce, został zastąpiony przez byłego mistrza świata Alana Jonesa, w następnej eliminacji, o Grand Prix San Marino. Szybko jednak powrócił do kokpitu, bo już na następną rundę, o Grand Prix Francji. W wyniku ogromnej sumy pieniężnej, jaką Belg Thierry Boutsen wniósł do zespołu (aż pół miliona dolarów), Brazylijczyk nie nacieszył się za długo swoją posadą i po Grand Prix Monako (była to dla niego czwarta runda, w której wziął udział w tym roku; zajął w niej najlepszą w sezonie siódmą lokatę) na stałe utracił posadę etatowego kierowcy. Po sezonie nigdy już nie znalazł dla siebie miejsca w F1.

### Po Formule
Po trzech latach spędzonych w Formule 1 Chico Serra wrócił do swojego kraju, gdzie rozpoczął starty w brazylijskich mistrzostwach Stock Car Brasil. Najlepsze wyniki uzyskał w latach 1999–2001, kiedy to trzykrotnie z rzędu sięgał po tytuł mistrzowski. Poza tym rywalizował w wyścigach długodystansowych cyklu Le Mans Series.